# Ballets de Catalunya
Els Ballets de Catalunya és una associació cultural de Barcelona fundada l'any 1953 amb la finalitat de recuperar i difondre les danses tradicionals i populars dels Països Catalans. Per aquest motiu, l'entitat participa en festes de carrer de moltes poblacions, on duu uns espectacles creats amb fidelitat i rigor històric, a partir del patrimoni cultural i la tradició. El 1958 l'associació va impulsar la creació d'una colla castellera, anomenada Cos de Castellers de Ballets de Catalunya que fou l'embrió dels actuals Castellers de Barcelona.
L'esbart és format per sis seccions. El cos de dansa porta a les places, carrers i escenaris un ampli repertori d'espectacles amb gran cura de les coreografies, dels acompanyaments musicals i de les interpretacions dels balls. Generalment, acaben les actuacions convidant el públic a participar en un ball popular conjunt. En les seccions infantil i juvenil, el jovent rep formació sobre el patrimoni tradicional; la secció infantil agafa nens de sis a deu anys, i la juvenil, d'onze a catorze. A partir de quinze anys, els dansaires ja formen part del cos de dansa.
Per als pares dels joves que volen conèixer les danses i tenir un espai de trobada entre generacions, l'esbart compta amb la secció Balls de Plaça. També hi ha la secció Antics Dansaires, creada l'any 2003 amb motiu del cinquantè aniversari, on s'apleguen antics balladors. Les representacions dels espectacles de Ballets de Catalunya porten l'acompanyament musical del grup De Soca-rel, format el 1990 dins l'esbart, però que també fa concerts pel seu compte i ha enregistrat tres CD. L'entitat també disposa d'un cos de bastoners que pot actuar tot sol o dins espectacles conjunts.
Cada any, per popularitzar els balls tradicionals i alhora atreure nous membres, l'esbart celebra tres festes al carrer  Consell de Cent: la de la castanyada per Tots Sants, la del dissabte de carnestoltes i la Festa de Primavera, el primer o segon dissabte de juny.
El 2013, els Ballets de Catalunya van rebre la Medalla d'Honor de Barcelona.